# Cinéma turkmène
L'expression de cinéma turkmène recouvre l'ensemble des activités de production et réalisation au Turkménistan, d'abord comme composante du cinéma russe et soviétique puis de façon indépendante à partir de 1991. La production turkmène des années qui précèdent l'indépendance peut être distinguée de la production russe par la langue de tournage des films concernés ou par la nationalité de leurs réalisateurs.

## Réalisateurs turkmènes
- Aleksandr Ledashchev
- Alty Karliyev (ou Alty Karliev), né le 6 janvier 1909
- Anatoli Karpukhin, né le 6 mai 1925
- Baba Annanov, né le 20 février 1934 à Achgabat
- Bairam Abdullayev
- Boulat Mansourov, né le 7 juillet 1937 à Chardzhui, mort en 2011.
- Byul-Byul Mamedov, né en 1953
- Eduard Redzhepov
- Ilmurad Bekmiyev
- K. Oranzhakhatov
- Kakov Orazsyakhedov
- Khalmamed Kakabayev (ou Khalmamed Kakabaiev)
- Khodjakouli Narliev (ou Khodzha Kuli Narliyev), né le 21 janvier 1937 à Achgabat
- Lora Stepanskaya
- Mered Atakhanov, né en 1914 à Godus (Province de Mary)
- Mourad Aliev (1951-)
- Mukhamed Soyunkhanov
- Saparov Mollanazarov (?)
- Serguei Cthchougarev (ou Sergei Shchugarev)
- Uzmaan Saparov (ou Osman Saparov, Usman Saparov), né le 19 février 1938
- Vladimir Barsky, né en 1889 et décédé le 24 janvier 1936
- Yazgeldy Seidov

### Réalisateurs actifs au Turkménstan avant 1980
- Hangeldy Agahanov (1916-) : Le premier examen (1958), Dix pas vers l'est (1960), La dernière route (1962), Le coq (1965)
- Mered Atahanov (1914-) : Le cristal enchanté (1944), L'événement de Dach-Kale) (1963), La route du fourgon brûlant (1967)
- Alty Karliev (1909-1973) : Une mission particulière (1957), ...
- Boulat Mansourov) (1937-) : La compétition (1963), L'apaisement de la soif (1966), ...
- Hodzakuli Narliev (1937-) : Quand la femme selle lecheval (1974), Ose dire non (1976), L'arbre Djamal (1980)

Mais aussi :
- Viktor Arkhangelski (1932-1983)
- Alty Artykov (1933-)
- Jurij Boreckij (1935) : La Caravane noire (1975)
- Nikolaj Dostal (1909-1959) : Le Fils du cavalier (1940)
- Eduaro Hacaturov (1936-) : Le Désert (1966)
- Evgenij Ivanov-Barkov (1892-1965) : Doursoun (1940), ...
- Halmamed Kalabaev (1939-) : La couleur d'or ou Une fleur d'or (1974), L'enlèvement du coursier (1978)
- Aleksandr Ledascev (1905) : Je reviendrai (1935)
- Grigorij Lomidze (1903-1962) : Les patriotes soviétiques (1939)
- Aleksandr Makovskij (1902-) : Oumbar (1936), Les frontaliers (1940)
- Ivan Mutanov (1903-) : L'Honneur de la famille (1956)
- Hodzadurdy Narliev : L'Ombre blanche (1976)
- Kakov Orazsahatov (1935-) : Les Frères espiègles (1973-), ...
- Rafail Perelstejn (1909-) : Le Fils du berger (1954),  La ruse du vieil Achir (1955)
- Dmitri Poznanski : Impossible d'oublier (1931)
- Tahir Sabirov (1929-) : Chakhsenem et Garib (1963)
- Muhamed Sojunhanov : Le Guépard (1979)
- Nikolaï Tikhonov (1900-1965) : Sept cœurs (1935), Ceux de la vallée de Soumbar (1938), Le prix de la vie (1940)

## Films turkmènes

### Films de l'ère soviétique
- Gyul i Tolmaz (1929) de Vladimir Barsky
- Dva brata (1937) d'Aleksandr Ledashchev
- Moi et mes frères (1964) de Khodjakouli Narliev
- Le Pétrole de Turkménie (1967) de Khodjakouli Narliev
- Trois jours d’une année (1968) de Khodjakouli Narliev
- La Soif étanchée (1968) de Bulat Mansurov
- Un homme à la mer (1969) de Khodjakouli Narliev
- Priklyucheniya Dovrana (1969) d'Anatoli Karpukhin
- Smerti net rebyata (1970) de Bulat Mansurov
- Za rekoy, granitsa (1971) d'Alty Karliyev
- La Bru ou La Belle Fille (Nevestka, 1972) de Khodjakouli Narliev
- Kogda zhenshchina osedlaet konya (1974) de Khodjakouli Narliev
- Ose dire non! (1977) de Khodjakouli Narliev
- Golnky shivnt v kyarizakh (1980) de Baba Annanov
- L'Arbre Djamal (Derevo Dzhamal, 1981) de Khodjakouli Narliev
- Kara-Koum 45° à l'ombre (Karakumy, 45 v teni, 1982) de Khodjakouli Narliev
- Muzhskoye vospitaniye (1982) de Uzmaan Saparov et Yazgeldy Seidov
- Trizna (1982) de Bulat Mansurov
- Sultan Beybars (1982) de Bulat Mansurov
- Quand papa reviendra (1982) de Khalmamed Kakabayev
- Vozvrashcheniye pokrovitelya pesen (1984) de Ilmurad Bekmiyev
- Fragui privé de bonheur (Fragi - Razluchyonnyy so schastyem, 1984) de Khodjakouli Narliev
- Blistayushchiy mir (1984) de Bulat Mansurov
- Priklyucheniya na malenkikh ostrovakh (1985) de Uzmaan Saparov
- Taynyy posol (1986) de Khalmamed Kakabayev
- Dzhigit vsegda dzhigit (1986) de Mered Atakhanov
- Karakumskiy reportazh (1986) de Yazgeldy Seidov
- Tvoy brat - moy brat (1987) de Mukhamed Soyunkhanov
- Dolina mesti (1987) de Kakov Orazsyakhedov
- Do svidaniya, moy parfinyanin! (1987) de Khodjakouli Narliev
- Beshenaya (1988) de Uzmaan Saparov
- Legenda drevnikh gor (1988) de Yazgeldy Seidov
- Skazka o volshebnom bisere (1988) de Ilmurad Bekmiyev
- Nichevo ne sluchilos' (1989) de Mukhamed Soyunkhanov
- Klyatvy nashego detstva (1989) de Kakov Orazsyakhedov
- Mankourt (1990) de Khodjakouli Narliev

### Films post-soviétiques
- Destan moey yunosti (1992) de Byul-Byul Mamedov
- The Unlucky Indian Woman (Neschastnaya indyanka, 1992) de K. Oranzhakhatov
- Little Angel, Make Me Happy (Angelochek sdelay radost, 1993) de Uzmaan Saparov
- Blockhead (Okhlamon, 1993) de Eduard Redzhepov
- Karakum (1994) de Uzmaan Saparov et Arend Agthe
- Broken Heart (Yandym, 1995) de Bairam Abdullayev et Lora Stepanskaya
- Fragrance of Wishes (Ham hyyal, 1996) de Sergei Shchugaryov
- Akpamyk (1996) de Ilmurad Bekmiyev

## Le cinéma turkmène en Occident
- En 2001, le festival Cinéma du réel a présenté un panorama de la production d'Asie centrale soviétique avec notamment une projection de La Bru
- En Suisse, on a aussi pu voir La Bru lors de Festival international de films de Fribourg en 2004.
- Le 1er juin 2005, on a pu voir un film turkmène sur un écran français lors du festival sur la diversité culturelle et le dialogue en Asie centrale organisé par l'UNESCO. Le film projeté était Quand papa reviendra de Khalmamed Kakabayev, un film de 92 minutes en noir et blanc réalisé en 1982.